# Nitra (fiume)
Il Nitra (in slovacco; in tedesco: Neutra, in ungherese: Nyitra) è un fiume lungo 197 km della Slovacchia occidentale. Sfocia nel fiume Váh presso la sua confluenza nel Danubio, a Komárno. La sorgente è sui monti Piccola Fatra, a nord di Prievidza. Il fiume Nitra passa attraverso le città di Bojnice, Topoľčany, Nitra e Nové Zámky.